# 雷波韋西國家公園
雷波韋西國家公園（芬蘭語：Repoveden kansallispuisto）是芬蘭的一處國家公園，位於芬蘭南部，距赫爾辛基不远。雷波韋西國家公園原本是一處商業林，公園內的主要樹種是松樹和樺樹，也是許多動物的棲息地。